# 田中太郎 (声優)
田中 太郎（たなか たろう、1985年11月14日 - ）は、日本の元男性声優。

## 来歴
tamaco投票で107,716票を獲得してReLIFEに出演する事が発表された。
青二プロダクション（ジュニア）に所属後、フリーの期間を経てスーパーシャークエンターテイメントに所属していたが、2019年の年初に声優業から引退することを自身のツイッターで報告した。現在はアカウントも削除されている。

## 出演

### テレビアニメ
- 世紀末オカルト学院（2010年、生徒A）
- ReLIFE (2016年、海崎の友人、男子生徒、計測係A、男子生徒A)
- 文豪ストレイドッグス（2019年、電話の男）

### OVA
- ReLIFE 完結編（2018年、男子C、男子B）

### ゲーム
2012年
- モンスター烈伝 オレカバトル（2012年 - 2013年、雷鬼ナルカミ、アルカード、斉天大聖ソンゴクウ 他）
- アーシャのアトリエ 〜黄昏の大地の錬金術士〜
- 龍が如く5 夢、叶えし者

2013年
- マブラヴ オルタネイティヴ トータル・イクリプス
- ワンピース 海賊無双2（海兵2）

2018年
- 相剋のエルシオン 光と闇の輪廻（ナッシュ）

### インターネットラジオ
- A&G ARTIST ZONE 2h（超!A&G+）※アシスタントパーソナリティ
  - A&G ARTIST ZONE 2h Azusaの2h（2011年 - 2012年）※月曜日
  - A&G ARTIST ZONE 2h 黒崎真音の2h（2011年）※木曜日
  - A&G ARTIST ZONE 2h AiRIの2h（2012年 - 2013年）※木曜日
  - A&G ARTIST ZONE 2h 高木友梨香の2h（2013年）※月曜日

### 映画
- 神☆ヴォイス 〜THE VOICE MAKES A MIRACLE〜（2011年11月19日、監督：佐野智樹、東京テアトル） -　DJ Yoshi 役

### 舞台
- 『NAKED BOYZ ACTIII 舞台版「神☆ヴォイス 〜Go!Go!Dreamers!!〜」』（2012年3月6日～14日、MAKOTOシアター銀座） -　西村義明：DJ Yoshi 役